# Такая женщина
«Такая женщина» (англ. That Kind of Woman) — американская чёрно-белая комедийная мелодрама режиссёра Сидни Люмета по рассказу Роберта Лоури «Остановка в Эль-Пасо» (1938, англ. Layover in El Paso). Премьера фильма состоялась в июне 1959 года в рамках Берлинского кинофестиваля. Дебютный фильм актрисы Беатрис Артур и актёра Джереми Слейта.

## Сюжет
1944 год. Итальянка Кэй, невеста богатого промышленника, едет к нему в Нью-Йорк вместе с подругой Джейн. Цель поездки — произвести благоприятное впечатление на одного важного генерала из Пентагона. Девушек сопровождает Гарри Корвин. В вагоне-ресторане с Кэй и Джейн знакомится парашютист Рэд и его приятель Джордж Келли. Полагая, что она больше никогда не увидит Реда, Кэй не догадывается, что Джейн дала Джорджу их адрес в Нью-Йорке. Отыскав Кэй, Ред приглашает девушку познакомиться с его семьёй.

## В ролях
- Софи Лорен — Кэй / Катерина
- Таб Хантер — Ред
- Джек Уорден — Джордж Келли
- Барбара Николс — Джейн
- Кинан Уинн — Гарри Корвин
- Джордж Сандерс — Э. Л.

### В титрах не указаны
- Беатрис «Би» Артур — контрактница (англ. WAC)
- Аттилио Барбато — официант
- Стивен Болстер — моряк
- Рэймонд Брэмли — генерал
- Мэри Грейс Кэнфилд — контрактница
- Кармен Кости — гражданка
- Джон Фидлер — нетерпеливый солдат
- Стефан Гираш — солдат
- Гарольд Грау — рыбак
- Нина Хансен — мать
- Джереми Слейт — моряк

## Съёмочная группа
- Режиссёр-постановщик: Сидни Люмет
- Сценарист: Уолтер Бернстайн
- Продюсеры: Марчелло Джирози, Карло Понти
- Композитор: Даниил Амфитеатров
- Оператор-постановщик: Борис Кауфман
- Монтажёр: Говард Э. Смит
- Художники-постановщики: Ролан Андерсон, Хэл Перейра
- Художник по костюмам: Эдит Хэд
- Гримёр: Уолли Уэстмор
- Звукорежиссёр: Говард Билс
- Визуальные эффекты: Фарсио Эдуар

## Номинации
1959 — 9-й Берлинский международный кинофестиваль: номинация на «Золотого медведя» — Сидни Люмет